# العجف (حفاش)

تعديل مصدري - تعديل

العجف هي إحدى قرى عزلة بني أسعد بمديرية حفاش التابعة لمحافظة المحويت، بلغ تعداد سكانها 218 نسمة حسب تعداد اليمن لعام 2004.